# 爆発!海底大油田/ファイヤー・インフェルノ
『爆発!海底大油田/ファイヤー・インフェルノ』（ばくはつ!かいていだいゆでん、Oceans of Fire）は、1986年のアメリカ合衆国のアクションパニックテレビ映画。グレゴリー・ハリソン、ビリー・ディー・ウィリアムズ、デビッド・キャラダイン出演。日本では『ザ・ダイバー/炎の脱出』というタイトルでテレビ放送された。

## あらすじ
アイランド・マリン石油に南米でのリグの建築現場監督として雇われているベン・ラフォルシュは、着任してからダイバーを事故で計4人亡くしていた。そのために作業員の信用を落とし、彼と親しい酸素調整係のジム・マッキンレーを除く全員が辞めてしまう。ベン自身も早すぎる作業工程に異議を唱えていたが、作業を期間内に進めることを最優先とする上司でリグ建設責任者のJ・C・ブッシュは損失が出ることを理由に彼の言うことに聞く耳を持たない。ベンは仕方なく代わりのダイバーを探しに、囚人を更生の一環としてダイバーの訓練を受けさせる施設へと向かう。厳しいテストを受けさせてベンが根性があると判断したウィトコウスキ、クレイ、ロマーノ、チーフ、ペンブロークの5人を選び、仮釈放させてリグの建設現場に連れて行く。さらにニューヨークの広告会社に勤める記者のヘレン・カイガーが、ドキュメンタリー撮影のために同行することがベンに知らされる。カイガーは気が強い女性で、男だらけの現場でも自分の信念を押し通していた。しかし死者が出る実際の現場を目の当たりにし、それが改善されないことを会社に報告して撮影を中止させてもらうよう求めるが、会社は大きなチャンスだとして撮影続行を指示する。パイプライン建設を再開したベンは、囚人たちから煽られてジムに無茶だと止められるが実作業に加わることを決める。作業を進めていた現場にブッシュが訪れ、普段使っている整流器が故障していることを知った彼は、危険性がある整流器を使用するよう整備係に言って取り換えさせる。その結果潜水鐘に入って潜水したペンブロークが死亡してしまう。そしてロマーノも犠牲になり、ベンは責任を感じて苦悩する。その後も何かと横槍を入れてくるブッシュだが、現場のことに詳しくない彼のために作業員の命を捨てることはしたくないベンは反論する。そんななか、ブッシュの指示した方法が原因でリグが大火災となってしまう。

## キャスト
| 役名               | 俳優                         | 日本語吹替                                                              |
| 役名               | 俳優                         | フジテレビ版                                                            |
| ------------------ | ---------------------------- | ----------------------------------------------------------------------- |
| ベン・ラフォルシュ | グレゴリー・ハリソン         | 樋浦勉                                                                  |
| ジム・マッキンレー | ビリー・ディー・ウィリアムズ | 内海賢二                                                                |
| ウィトコウスキ     | ライル・アルゼイド           | 大宮悌二                                                                |
| クレイ             | トニー・バートン             | 銀河万丈                                                                |
| ロマーノ           | レイ・マンシーニ             | 若本規夫                                                                |
| チーフ             | ケン・ノートン               | 小島敏彦                                                                |
| ペンブローク       | リー・ヴィング               | 堀内賢雄                                                                |
| ヘレン・カイガー   | シンシア・サイクス           | 池田昌子                                                                |
| J・C・ブッシュ     | デビッド・キャラダイン       | 家弓家正                                                                |
| ラスティ・ウェスト | R・G・アームストロング       | 加藤正之                                                                |
| チャック・ホーン   | ラモン・ビエリ               | 加藤精三                                                                |
| バートレット       | アラン・ファッジ             | 筈見純                                                                  |
| その他             | N/A                          | 沢木郁也 塚田正昭 藤城裕士 石塚運昇 江原正士 水野龍司 峰恵研 高山ゆかり |
| 日本語版スタッフ   |                              |                                                                         |
| 演出               | 演出                         | 福永莞爾                                                                |
| 翻訳               | 翻訳                         | 入江敦子                                                                |
| 調整               | 調整                         | 熊倉亨                                                                  |
| 担当               | 担当                         | 山形淳二                                                                |
| 制作               | 制作                         | 東北新社                                                                |
| 解説               | 解説                         | 高島忠夫                                                                |
| 初回放送           | 初回放送                     | 1989年6月3日 『ゴールデン洋画劇場』                                     |

## スタッフ
- 監督：スティーヴ・カーヴァー
- 脚本：ウォルター・ハルジー・デイヴィス
- 撮影監督：トニー・イミ
- プロダクションデザイナー：ジーン・ルドルフ
- 編集：アンソニー・レッドマン
- 音楽：パトリック・ウィリアムズ